# Шиљаковина
Шиљаковина је насељено место у саставу Града Велике Горице, у Туропољу, Хрватска.

## Становништво
На попису становништва 2011. године, Шиљаковина је имала 672 становника.

## Попис1991.
На попису становништва 1991. године, насељено место Шиљаковина је имало 631 становника, следећег националног састава:
| Попис 1991.‍ | Попис 1991.‍ | Попис 1991.‍ | Попис 1991.‍ | Попис 1991.‍ |
| ----------- | ----------- | ----------- | ----------- | ----------- |
|             |             |             |             |             |
| Хрвати      | Хрвати      |             | 627         | 99,36%      |
| непознато   | непознато   |             | 4           | 0,63%       |
| укупно: 631 |             |             |             |             |